# Javier Méndez
Artikeln följer den spanska namnseden; faderns efternamn är Méndez och moderns efternamn González.
Javier Méndez González, född den 22 april 1964 i Havanna, är en kubansk före detta basebollspelare som tog silver för Kuba vid olympiska sommarspelen 2000 i Sydney.